# Західні Вісаї
Західні Вісаї (філ. Kanlurang Kabisayaan; хіл. Nakatudnan Kabisay-an) — адміністративний регіон на Філіппінах, позначається як Регіон VI. Регіон складається з п'яти провінцій: Аклан, Антіке, Капіз, Гуймарас, Ілоіло, а також високоурбанізованого міста Ілоіло, яке є регіональним центром.
Регіон включає в себе острови Панай та Гуймарас, а також прилеглі невеличкі острови. Західні Вісаї межують на півночі з морем Сібуян, на північному сході з морем Вісаян, на сході з протокою Гуймарас, на півдні — протокою Ілоіло та затокою Панай, на заході — морем Сулу.
Провінція Палаван була в складі регіону Західні Вісаї до 23 травня 2005 року. Покровителька — Діва Марія Канделярійська.

## Адміністративний поділ
Західні Вісаї складаються з 5-ти провінцій, одного високоурбанізованого міста, 2 міст, 95-ти муніципалітетів та 3389-ти баранґаїв.

### Провінції
| Провінція | Адміністративний центр | Населення (2015) | Площа         | Густота   | Міста | Муніц. | Баранґаї | Кoординати                                                    |
| --------- | ---------------------- | ---------------- | ------------- | --------- | ----- | ------ | -------- | ------------------------------------------------------------- |
| Аклан     | Калібо                 | 574 823          | 1 821,42 км2  | 320/км2   | 0     | 17     | 327      | 11°40′ пн. ш. 122°20′ сх. д. / 11.667° пн. ш. 122.333° сх. д. |
| Антіке    | Сан-Хосе-де-Буенавіста | 582 012          | 2 729,17 км2  | 210/км2   | 0     | 18     | 590      | 11°14′ пн. ш. 122°06′ сх. д. / 11.233° пн. ш. 122.100° сх. д. |
| Капіз     | Рохас                  | 761 384          | 2 594,64 км2  | 290/км2   | 1     | 16     | 473      | 11°23′ пн. ш. 122°38′ сх. д. / 11.383° пн. ш. 122.633° сх. д. |
| Гуймарас  | Джордан                | 174 613          | 604,57 км2    | 290/км2   | 0     | 5      | 98       | 10°34′ пн. ш. 122°35′ сх. д. / 10.567° пн. ш. 122.583° сх. д. |
| Ілоіло    | Ілоіло                 | 1 936 423        | 5 000,83 км2  | 390/км2   | 1     | 42     | 1 721    | 11°00′ пн. ш. 122°40′ сх. д. / 11.000° пн. ш. 122.667° сх. д. |
| Ілоіло    | -                      | 447 992          | 78,34 км2     | 5 700/км2 | -     | -      | 180      | 10°43′ пн. ш. 122°34′ сх. д. / 10.717° пн. ш. 122.567° сх. д. |
| Всього    | Всього                 | 4 477 247        | 12 828,97 км2 | 350/км2   | 3     | 95     | 3 389    | 10°35′ пн. ш. 122°35′ сх. д. / 10.583° пн. ш. 122.583° сх. д. |
|           |                        |                  |               |           |       |        |          |                                                               |